# Újrónafő
Újrónafő is een plaats (község) en gemeente in het Hongaarse comitaat Győr-Moson-Sopron. Újrónafő telt 829 inwoners (2001).